# Комуністична партія Литви й Білорусі
Комуністична партія (більшовиків) Литви й Білорусі (КП(б) ЛБ) — політична партія (складова частина РКП(б)), що існувала в Литві й Білорусі у 1919–1920 роках і правила в Литовсько-Білоруській Радянській Соціалістичній Республіці.

## Створення
8—11 серпня 1918 року в Смоленську пройшла крайова конференція комуністичних організацій окупованих районів Білорусі та Литви. Головне завдання організацій конференція вбачала у підготовці збройного повстання, створенні та посиленні партизанських загонів, озброєнні трудящих.
1—3 жовтня 1918 року у Вільно нелегально працював I установчий з'їзд Комуністичної партії Литви й Білорусі. Основою для створення партії стало ліве крило СДПЛ. З'їзд ухвалив важливі рішення з питань політики й тактики партії.
27 лютого 1919 у Вільно на об'єднаному засіданні ЦВК Литви й Білорусі було проголошено утворення Литовсько-Білоруської Радянської Соціалістичної Республіки (Литбелу) зі столицею у Вільно. У зв'язку з цим виникла необхідність об'єднання Комуністичної партії (більшовиків) Білорусі та Комуністичної партії (більшовиків) Литви, які до того часу налічували у своїх лавах 17636 членів.
4-6 березня 1919 року відбувся II (об'єднувальний) з'їзд Комуністичних партій Литви й Білорусі. На з'їзді були присутніми 159 делегатів від обох компартій. З'їзд обрав Центральний комітет КП(б)ЛБ, його головою було обрано Вінцаса Міцкявічюса-Капсукаса, а секретарем ЦК КП ЛБ — Вільгельма Кноріна. До Президії увійшли також Зігмас Ангаретіс, Богуцький, Долецький, Іванов, Калманович, М'ясников,  Уншліхт, Циховський, Яркін й інші. З'їзд привітав створення Литовсько-Білоруської РСР, а також прийняв низку рішень з економічних, політичних, військових та організаційних питань. Були об'єднані комсомольські організації обох республік.

## Діяльність у 1919–1920 роках
16 липня 1919 року ЦК КП(б) ЛБ передав воєнні функції військовим органам, цивільні — РНК, а після окупації польськими військами Мінська 8 серпня 1919 року переїхав до Бобруйська, потім — до Смоленська. Зі Смоленська ЦК КП(б) ЛБ керував комуністичною підпільною роботою та партизанським рухом на окупованих територіях. 3 вересня 1919 року при ЦК створено Бюро з нелегальної роботи. У Смоленську ЦК мав своє видавництво, що складалось із власного та переведеного з Вільно литовського. За рішенням ЦК була організована видавнича комісія у складі Ангаретіса (литовський напрямок), Кноріна (російський напрямок), Циховського (польський напрямок) під технічним керівництвом Ангаретіса. У Смоленську ЦК видавав газети «Звязда» (російською мовою), «Млот», «Комуніста» (обидві польською), «Комуністас» (литовською), «Савецкую Беларусь» (білоруською), «Дер Штерн» (єврейською), твори В. І. Леніна, брошури, заклики, листівки, летючки російською, польською, білоруською та єврейською мовами. При видавничій комісії ЦК існувало видавництво під фірмою «Комуністу Кнігінеліс» (Комуністична бібліотека), яке видавало різні брошури литовською мовою та нелегально у Вільно газету «Tiesa» (Правда).
КП Литви й Білорусі була представлена на I конгресі Комінтерну, що проходив 2-6 березня 1919 року в Москві. Делегатом конгресу з правом вирішального слова був Казіс Гедріс.
Центральний друкований орган КП(б) Литви й Білорусі — суспільно-політична газета «Комуністас» (лит. «Komunistas», тижневик, литовською мовою). Після окупації польськими військами Литовсько-Білоруської Республіки газета видавалась у 1919-20 роках в Смоленську, куди переїхали з Мінська, Бобруйська ЦК КП(б) ЛБ і литовське вільненське видавництво. Редагували газету Ангаретіс, Матусевич, Барткус.
У липні 1920 року після звільнення Мінська ЦК КП(б) ЛБ переїхав до Мінська.

## Розділення
У зв'язку з окупацією польськими військами більшої частини території Литви й Білорусі 6 червня 1920 року Литовсько-Білоруська республіка була розпущена. У листопаді 1920 року Комуністична партія (більшовиків) Литви й Білорусі знову була розділена на КП Білорусі та КП Литви.